# Ніколає Станчу
Ніколає Станчу (рум. Nicolae Stanciu, нар. 7 травня 1993, Крікеу) — румунський футболіст, півзахисник аравійського клубу «Дамак» та національної збірної Румунії.
У минулому виступав за клуби «Уніря» (Алба-Юлія) та «Васлуй», а також молодіжну збірну Румунії.

## Клубна кар'єра
Народився 7 травня 1993 року в місті Крікеу. Вихованець футбольної школи клубу «Уніря» (Алба-Юлія). Дорослу футбольну кар'єру розпочав у віці 15 років і 18 днів в основній команді того ж клубу, в якій провів два сезони, взявши участь у 36 матчах чемпіонату.
Своєю грою за цю команду привернув увагу представників тренерського штабу клубу «Васлуй», до складу якого приєднався влітку 2011 року. Відіграв за васлуйську команду наступні два сезони своєї ігрової кар'єри. Більшість часу, проведеного у складі «Васлуя», був основним гравцем команди.
У травні 2012 року Станчу був включений в топ-десять молодих гравців, які є найбільшою надією румунського футболу за версією sport.ro.
До складу клубу «Стяуа» приєднався влітку 2013 року за 700 тис. євро, підписавши контракт на 5 років. Відтоді встиг відіграти за бухарестську команду 39 матчів в національному чемпіонаті.

## Виступи за збірні
2011 року дебютував у складі юнацької збірної Румунії, разом з якою брав участь у домашньому юнацькому Євро, на якому забив єдиний гол румунів на турнірі. Всього взяв участь у 6 іграх на юнацькому рівні, відзначившись 2 забитими голами.
З 2011 року залучався до складу молодіжної збірної Румунії. На молодіжному рівні зіграв у 12 офіційних матчах, забив 2 голи.
2 лютого 2013 року дебютував за національну збірну Румунії в товариському матчі проти збірної Польщі (1:4), на якому відіграв перший тайм, після чого був замінений на Александру Максіма.
| Дата       | Місто       | Господарі         | Результат | Гості             | Турнір                               | Голи | Примітки |
| ---------- | ----------- | ----------------- | --------- | ----------------- | ------------------------------------ | ---- | -------- |
| 2-2-2013   | Малага      | Польща            | 4 – 1     | Румунія           | товариський матч                     | -    | 46'      |
| 23-3-2016  | Джурджу     | Румунія           | 1 – 0     | Литва             | товариський матч                     | 1    | 46'      |
| 27-3-2016  | Клуж-Напока | Румунія           | 0 – 0     | Іспанія           | товариський матч                     | -    | 85'      |
| 25-5-2016  | Комо        | Румунія           | 1 – 1     | ДР Конго          | товариський матч                     | 1    | 78'      |
| 29-5-2016  | Турин       | Румунія           | 3 – 4     | Україна           | товариський матч                     | 1    | 79'      |
| 3-6-2016   | Бухарест    | Румунія           | 5 – 1     | Грузія            | товариський матч                     | 1    | 83'      |
| 10-6-2016  | Сен-Дені    | Франція           | 2 – 1     | Румунія           | ЧЄ 2016 - 1-й етап                   | -    | 72'      |
| 19-6-2016  | Ліон        | Румунія           | 0 – 1     | Албанія           | ЧЄ 2016 - 1-й етап                   | -    |          |
| 4-9-2016   | Клуж-Напока | Румунія           | 1 – 1     | Чорногорія        | Відбір до ЧС 2018                    | -    |          |
| 8-10-2016  | Єреван      | Вірменія          | 0 – 5     | Румунія           | Відбір до ЧС 2018                    | 1    | 82'      |
| 11-10-2016 | Астана      | Казахстан         | 0 – 0     | Румунія           | Відбір до ЧС 2018                    | -    |          |
| 11-11-2016 | Бухарест    | Румунія           | 0 – 3     | Польща            | Відбір до ЧС 2018                    | -    | 82'      |
| 26-3-2017  | Клуж-Напока | Румунія           | 0 – 0     | Данія             | Відбір до ЧС 2018                    | -    |          |
| 10-6-2017  | Варшава     | Польща            | 3 – 1     | Румунія           | Відбір до ЧС 2018                    | -    | 60'      |
| 13-6-2017  | Клуж-Напока | Румунія           | 3 – 2     | Чилі              | товариський матч                     | 1    | 28' 87'  |
| 1-9-2017   | Бухарест    | Румунія           | 1 – 0     | Вірменія          | Відбір до ЧС 2018                    | -    |          |
| 4-9-2017   | Подгориця   | Чорногорія        | 1 – 0     | Румунія           | Відбір до ЧС 2018                    | -    | 64'      |
| 8-10-2017  | Копенгаген  | Данія             | 1 – 1     | Румунія           | Відбір до ЧС 2018                    | -    | 61'      |
| 9-11-2017  | Клуж-Напока | Румунія           | 2 – 0     | Туреччина         | товариський матч                     | -    | 77'      |
| 14-11-2017 | Бухарест    | Румунія           | 0 – 3     | Нідерланди        | товариський матч                     | -    | 46'      |
| 24-3-2018  | Нетанья     | Ізраїль           | 1 – 2     | Румунія           | товариський матч                     | 1    | 61' 81'  |
| 27-3-2018  | Крайова     | Румунія           | 1 – 0     | Швеція            | товариський матч                     | -    | 87'      |
| 31-5-2018  | Грац        | Румунія           | 3 – 2     | Чилі              | товариський матч                     | 1    |          |
| 7-9-2018   | Плоєшті     | Румунія           | 0 – 0     | Чорногорія        | Ліга націй УЄФА 2018-2019 - 1-й етап | -    |          |
| 10-9-2018  | Белград     | Сербія            | 2 – 2     | Румунія           | Ліга націй УЄФА 2018-2019 - 1-й етап | 1    |          |
| 11-10-2018 | Вільнюс     | Литва             | 1 – 2     | Румунія           | Ліга націй УЄФА 2018-2019 - 1-й етап | -    | 87'      |
| 14-10-2018 | Плоєшті     | Румунія           | 0 – 0     | Сербія            | Ліга націй УЄФА 2018-2019 - 1-й етап | -    |          |
| 17-11-2018 | Плоєшті     | Румунія           | 3 – 0     | Литва             | Ліга націй УЄФА 2018-2019 - 1-й етап | 1    | 72'      |
| 20-11-2018 | Подгориця   | Чорногорія        | 0 – 1     | Румунія           | Ліга націй УЄФА 2018-2019 - 1-й етап | -    |          |
| 23-3-2019  | Стокгольм   | Швеція            | 2 – 1     | Румунія           | Відбір до ЧЄ 2020                    | -    |          |
| 26-3-2019  | Клуж-Напока | Румунія           | 4 – 1     | Фарерські острови | Відбір до ЧЄ 2020                    | -    | 16' 78'  |
| 7-6-2019   | Осло        | Норвегія          | 2 – 2     | Румунія           | Відбір до ЧЄ 2020                    | -    | 71'      |
| 5-9-2019   | Бухарест    | Румунія           | 1 – 2     | Іспанія           | Відбір до ЧЄ 2020                    | -    | 63'      |
| 8-9-2019   | Плоєшті     | Румунія           | 1 – 0     | Мальта            | Відбір до ЧЄ 2020                    | -    | 59'      |
| 12-10-2019 | Торсгавн    | Фарерські острови | 0 – 3     | Румунія           | Відбір до ЧЄ 2020                    | -    |          |
| 15-10-2019 | Бухарест    | Румунія           | 1 – 1     | Норвегія          | Відбір до ЧЄ 2020                    | -    |          |
| 15-11-2019 | Бухарест    | Румунія           | 0 – 2     | Швеція            | Відбір до ЧЄ 2020                    | -    | 23' 73'  |
| 18-11-2019 | Мадрид      | Іспанія           | 5 – 0     | Румунія           | Відбір до ЧЄ 2020                    | -    |          |
| 4-9-2020   | Бухарест    | Румунія           | 1 – 1     | Північна Ірландія | Ліга націй УЄФА 2020—2021 - 1-й етап | -    |          |
| 7-9-2020   | Клагенфурт  | Австрія           | 2 – 3     | Румунія           | Ліга націй УЄФА 2020—2021 - 1-й етап | -    | 87'      |
| Усього     |             | Матчів            | 40        |                   | Голів                                | 10   |          |

## Титули і досягнення
- Чемпіон Румунії (2):

«Стяуа»: 2013-14, 2014-15
- Володар Суперкубка Румунії (1):

«Стяуа»: 2013
- Володар Кубка Румунії (1):

«Стяуа»: 2014-15
- Володар Кубка румунської ліги (2):

«Стяуа»: 2014-15, 2015-16
- Чемпіон Бельгії (1):

«Андерлехт»: 2016-17
- Володар Суперкубка Бельгії (1):

«Андерлехт»: 2017
- Чемпіон Чехії (2):

«Славія»: 2019-20, 2020-21
- Володар Кубка Чехії (1):

«Славія»: 2020-21
- Чемпіон Китаю (1):

«Ухань Трі Таунс»:  2022
- Володар Суперкубка Китаю (1):

«Ухань Трі Таунс»:  2023